# Flagge Vinlands

Die Flagge Vinlands

Die sogenannte Flagge Vinlands (englisch: Vinland flag), die auch als Vinland-Flagge bezeichnet wird, wurde von dem 2010 verstorbenen Sänger Peter Steele der US-amerikanischen Rock- bzw. Metalband Type O Negative entworfen.

## Aussehen
Die Flagge zeigt ein zum Flaggenmast verschobenes skandinavisches Kreuz, wie man es überwiegend in den nordischen Ländern findet. Auf grünem Grund führt sie ein schwarzes Kreuz mit weißer Kontur. Grün und Schwarz sind die charakteristischen Farben der Band und neben Weiß die Lieblingsfarben des Sängers.

## Hintergrund
Steele wollte damit seine paganen Interessen, seine politisch zwischen „rechts“ und „links“ schwankende Einstellung und seine isländischen Wurzeln zum Ausdruck bringen. Er integrierte die Flagge in das Konzept einer fiktiven Republik, die sich nach Vinland, der isländischen Kolonie in Nordamerika aus dem 11. Jahrhundert, benennt. Steele versuchte sich vorzustellen, wie Amerika heute aussehen würde, wenn die amerikanische Zivilisation von den nordischen Siedlern errichtet worden wäre. Auf dieser Idee basiert die Flagge der „technokratischen Volksrepublik Vinland“, wegen der Steele fortan rechtsextremen Gedankenguts verdächtigt wurde.

## Verwendung
Die Flagge war Bestandteil von Auftritten und Veröffentlichungen der Band, bei denen gelegentlich der Slogan Made in the People's Technocratic Republic of Vinland („Hergestellt in der technokratischen Volksrepublik Vinland“) hinzugefügt wurde.
Später benutzten die Flagge weltweit neben Anhängern des nordisch-germanischen Neuheidentums (Ásatrú) auch Rechtsextremisten und weiße Rassisten, die damit die Vereinigung der nordamerikanischen und -europäischen Länder demonstrieren wollen.